# Tatort: Freunde bis in den Tod
Freunde bis in den Tod ist ein Fernsehfilm aus der Krimireihe Tatort. Der Film des Südwestrundfunks von Regisseur Nicolai Rohde mit Ulrike Folkerts und Andreas Hoppe als Ermittler aus Ludwigshafen am Rhein wurde am Sonntag, 6. Oktober 2013, im Ersten ausgestrahlt. Es handelt sich um die Tatort-Folge 882. Lena Odenthal bearbeitet ihren 58. Fall; für Mario Kopper ist es der 49.

## Handlung
Der 19-jährige Ron liegt erschossen auf einem Feldweg bei Ludwigshafen am Rhein. Odenthal und Kopper ermitteln zunächst in der Schule und erfahren dort, dass er kurz zuvor Nacktaufnahmen seiner Mitschülerin Julia ins Internet gestellt hatte. Unter seinen Klassenkameraden war er als arroganter Computerfreak bekannt, der Freude daran hatte, seine Mitmenschen bloßzustellen. Auch seinen Lehrer Haller führte er mitunter regelrecht vor, da Ron ihm aufgrund seiner Hochbegabung in vielen Dingen überlegen war.
Da Tatort und Fundort des Opfers identisch sind, sehen sich die Ermittler in der Nähe des Tatorts um und gelangen zu einer abgelegenen Kiesgrube, in der Schießübungen stattgefunden haben. Die Überprüfung der Kontobewegungen des Toten ergibt eine Abbuchung von 2000 Euro, was darauf schließen lässt, dass er sich davon ein Gewehr gekauft haben könnte. Da ein Jugendlicher Waffen nicht so einfach in einem Laden kaufen kann, untersuchen Odenthal und Kopper einen Einbruch in einer Jagdhütte, bei dem ein Jagdgewehr gestohlen wurde. Die Spur führt zu Frank Ösner, einem Flohmarkthändler, der sich jedoch unwissend zeigt.
Kopper entdeckt, dass sich bei den Spielen, die Ron selbst programmiert hat, eins befindet, bei dem er bis ins Detail die Klassenräume und Gänge seiner Schule eingearbeitet hat. Es ist davon auszugehen, dass er einen Amoklauf in seiner Schule geplant hat. Die Spurensicherung untersucht Rons häusliches Umfeld und findet in der Garage ein Foto, auf dem der Jugendliche mit einer Pistole zu sehen ist, ebenso werden Fachzeitschriften über Waffen gefunden.
Rons einziger Freund Manu gibt an, nichts von einer Waffe zu wissen. Er ist insgesamt sehr verschlossen und trauert um seinen besten Freund. Davon, dass Ron einen Amoklauf in der Schule vorgehabt haben könnte, will er angeblich nichts gewusst haben. Odenthal und Kopper wollen Frank Ösner noch einmal aufsuchen und ertappen ihn dabei, als er gerade ein altes Schild stehlen will. Somit sind sie sich sicher, dass er den Einbruch in die Jagdhütte selbst begangen und auch das dort entwendete Gewehr an Ron verkauft hat. Doch fehlt ihnen dafür der Beweis.
Die Ermittler kommen nicht so recht voran. Es ist zu vermuten, dass Manu möglicherweise seinen Freund von dem Amoklauf abhalten wollte und ihn deshalb erschossen hat. Rons Mitschülerin Julia macht sich unterdessen verdächtig, da Ron vorhatte, noch mehr solcher Aufnahmen zu veröffentlichen, und auch sein Lehrer Haller wurde von ihm unter Druck gesetzt, da Ron dessen Spielsucht öffentlich machen wollte.
Manu macht sich auf die Suche nach Frank Ösner, denn für ihn ist klar, dass nur er Ron erschossen haben kann. Als er ihn findet, stellt er ihn zur Rede und Ösner gibt an, dass Ron nicht bezahlen wollte und er sich deshalb das Gewehr wieder zurückholen wollte. Da Manu Ösner mit einer Pistole bedroht, klettert dieser in seiner Angst auf den Balkon seiner Wohnung und stürzt ab. Als Odenthal und Kopper am Unglücksort ankommen, können sie in Erfahrung bringen, dass ein Junge in einem Tarnanzug gesehen wurde, und ihnen ist klar, dass Manu das Vorhaben seines Freundes zu Ende bringen will. So fahren sie umgehend zur Schule und können den Jungen von seiner Tat abhalten.

## Hintergrund
Eine Open-Air-Vorpremiere mit den Hauptdarstellern gab es beim SWR Sommerfestival am 4. Juni 2013 in Mainz.

### Einschaltquoten
Die Erstausstrahlung von Freunde bis in den Tod am 6. Oktober 2013 wurde in Deutschland von 9,08 Millionen Zuschauern gesehen und erreichte einen Marktanteil von 26,0 % für Das Erste.

### Kritiken
Die Filmstarts.de-Redaktion kam zu dem Urteil, dass „ein Tatort über den Amoklauf eines Schülers eine durchaus spannende Angelegenheit hätte werden können – bei einem guten Drehbuch, vielschichtigen Charakteren und einer steilen Spannungskurve.“ Aber ‚Freunde bis in den Tod‘ „ha[be] nichts davon.“

„In diesem emotionsgeladen ‘Tatort’ hatten Privatkram oder Beziehungskisten der Ermittler diesmal gar keinen Platz, wurden noch nicht einmal angedeutet. Auch das sollte man lobend an diesem Krimiabend erwähnen.“

„So interessant die Spannung aber ist, die aus einem solchen Kabinettstück erwachsen könnte, so groß sind die Anforderungen, die eine derartige Konstellation an die Schauspieler stellt. Und so leid es einem für die jungen, tapferen Akteure auch tut, so muss doch gesagt werden: Wie ein flüchtendes Reh ständig die Augen von rechts nach links zu rollen und sich dabei auf die Lippen zu beißen (Julia) oder möglichst teilnahmslos in die Gegend zu starren (Ron) sind Gesten, die vor allem hilflos wirken.“